# Richard Rydze
Richard Anthony "Dick" Rydze est un plongeur américain né le 15 mars 1950 à Pittsburgh et mort le 28 novembre 2023 dans la même ville.

## Carrière
Il est médaillé d'argent en plateforme à 10 mètres aux Jeux panaméricains de 1971 à Cali et aux Jeux olympiques d'été de 1972 à Munich.